# 首都计划

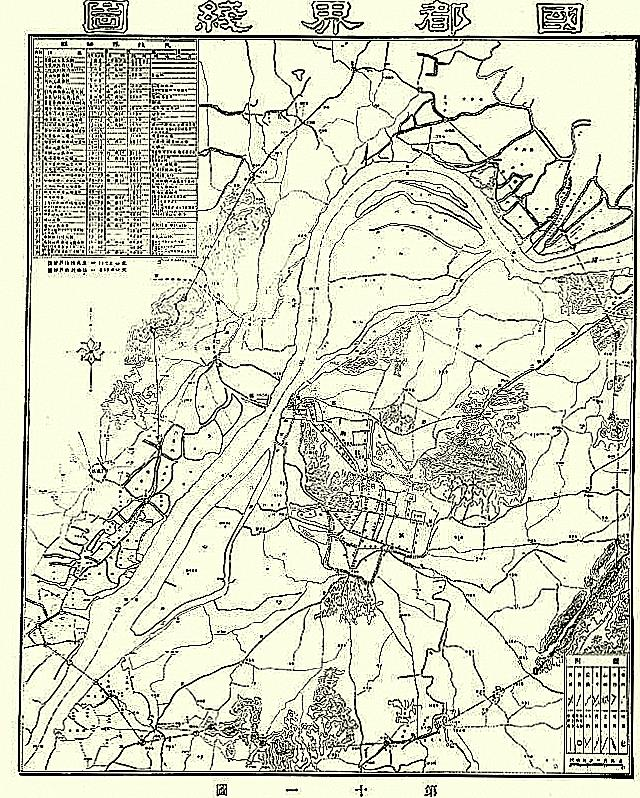
《首都計畫》制定的《国都界线图》，可见当时的规划主要限于南京城墙之内。

《首都計畫》是1927年4月18日中華民國國民政府定都南京後，发布針对中華民國首都南京全市进行全面现代化改造的城市规划文件。1930年至1937年随着原計畫调整又制订了《首都計畫的調整計畫》，1947年又制订《南京市都市計畫大綱》。

## 《首都計畫》目錄
1. 南京史地概略
2. 南京今後百年人口之推測
3. 首都界線、中央政治區地點、市行政區地點、建築形式之選擇
4. 道路系統之規劃、路面（附說明書）、市郊公路計劃、水道之改良、公園及林蔭大道
5. 交道之管理、鐵路與車站、港口計劃、飛機場站之位置
6. 自來水計劃、電力廠之地址
7. 渠道計劃、市區交通之設備
8. 電線及路燈之規劃
9. 公營住宅之研究
10. 關於學校之計劃
11. 工業、浦口計劃
12. 城市設計及分區授權法草案
13. 首都分區條例草案
14. 實施之程序、款項之籌集

## 計畫制定

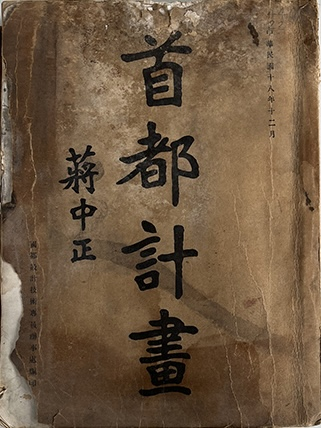
《首都計畫》的封面

1927年，国民政府定都南京，同年10月中华民国进入训政时期。“训政肇端，首重建设，矧在首都，四方是则。”国民政府命令“办理国都设计事宜”,而計畫中的首都要求“不仅需要现代化的建筑安置政府办公，而且需要新的街道、供水、交通设施、公园、林荫道以及其他与20世纪城市相关的设施。”1928年11月1日，南京国都设计技术专员办事处成立。林逸民任处长，主要负责管理。顾问为来自美国的亨利·墨菲与古力治（Ernest P. Goodrich），主要负责规划工作。吕彦直亦有参与规划，但他于办事处成立后4个月后病逝，留有《规划首都都市区图案大纲草案》。
計畫将首都划为6个区域。中央政治区位于中山门外紫金山南麓。市级行政区在傅厚岗地区。工业区在长江两岸及下关的港口区。主干道两侧地区和新街口、明故宫附近为商业区。文教区在鼓楼及五台山一带。住宅区分3个等级，居住2／3人口的城南明清风格的老区被完整保留，在城北山西路一带又另设高级住宅区。

## 《首都计划》中的功能分区方案
- a、中山门外紫金山南麓为中央政治区；
- b、傅厚岗一带为市级行政区
- c、长江两岸及下关港口为工业区
- d、主干道两侧和明故宫、新街口一带为商业区
- e、鼓楼、五台山一带为文教区
- f、山西路一带为新住宅区

1928年8月，南京第一条柏油马路——中山大道动土开工，到1935年的7年间，南京城市道路有了较大改观：1928年筑燕子矶马路；1929年筑黄浦路、中山门马路、环湖路、中山路、朱雀路、中正路（今中山南路）；1930年筑太平门路、热河路；1931年筑上元路、山西路、白下路、太平路、玄武湖路；1932年筑汉中路、中华路、雨花路；1933年筑考院路；1934年筑江边马路、国府东箭道马路、云南路、建康路、中央路。这些干道最宽路幅达40米。特别是以中山大道为代表的宽阔林荫道与沿途众多形形色色的近代建筑，形成今天南京旧城的总体格局。

## 规划风格
《首都計畫》对建筑形式作了明确规定：要以“中国固有之形式”。提出“本诸欧美科学之原则”、“吾国美术之优点”的原则，宏观规划鉴于欧美，微观建筑形式采用中国传统建筑。城市布局“同心圆式四面平均开展，渐成圆形之势”，避免呈“狭长之形”，避免“一部过于繁荣，一部过于零乱”。道路系统以美国矩形路网为道路规划的理想方案。引进了林荫大道、环城大道、环型放射等新的规划概念与内容，规定中央政治区建筑当突出古代宫殿优点，商业建筑也要具备中国特色，“总之，国都建筑，其应采用中国款式，可无疑义。”
对于首都规划采用“中国固有之形式”的原因，《首都計畫》解释为：
- “所以发扬光大本国固有之文化也”
- “颜色之配用最为悦目也”
- “光线空气最为充足也”
- “具有伸缩之作用利于分期建造也”

其实，最为根本的原因就是发扬本国传统文化。《首都計畫》解释道：“一国必有一国之文化，中国为世界最古国家之一，数千多年，皆以文化国家见称于世界。……国都为全国文化荟萃之区，不能不藉此表现，一方以观外人之耳目，一方以策国民之兴奋也。”
吕彦直对于首都建筑采用“中国固有之形式”，在《规划首都都市区图案大纲草案》中写道：“彼宫殿之辉煌，不过帝王表示尊严，恣其优游用，且靡费国币，而森严谨密，徒使一人之享受。今者国体更新，治理异于昔时，其应用之公共建筑，为吾民建设精神之主要的表示，必当采用中国特有指建筑式，加以详密之研究，以艺术思想设图案，用科学原理行构造，然后中国之建筑，乃可作进步之发展，……有发扬蹈厉之精神，必须有雄伟庄严之形式，有灿烂绮丽之形式，而后有尚武进取之精神，故国府建筑之图案，实民国建设上关系至大之一端，亦吾人对于世界文化上所应有之贡献也。”

## 計畫实施

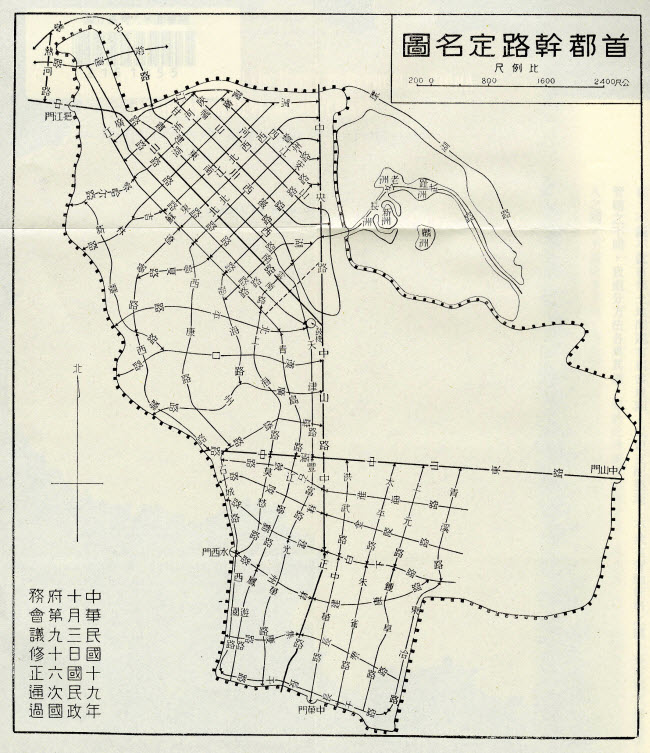
《首都幹路定名圖》，民国19年10月3日国民政府第96次国务会议通过

20世纪30年代計畫实施时所建设的中国古典复兴式建筑：
- 1930年，范文照设计的中華民國铁道部大楼竣工，
- 1931年，范文照、赵深设计的励志社建筑竣工，范文照、赵深设计的华侨招待所竣工。
- 1932年，杨廷宝设计的谭延闿墓竣工。
- 1933年，俄商协隆洋行设计的中華民國交通部大楼竣工。
- 1934年，陈品善设计的國民政府主席官邸。

20世纪30年代計畫实施时其他建筑及基础设施建设情况：
- 1927年始建明故宫机场。1929年扩建后开通民航。
- 1929年，作为全城的中轴线，从下关中山码头，穿过市中心，再向东到中山门全长12公里的迎陵大道建成。同年，南京第一座钢筋混凝土结构的中山桥在下关惠民河上竣工。
- 1930年10月，国务会议通过首都干路的名称。城南道路，以南京旧称建康、金陵、白下、建邺等命名；城中道路，以北平、上海、广州等大城市命名；城北道路，以山西、湖南、察哈尔等省名命名；专为党政军机关规划的道路，以单位名命名，如，国府路[註 2]、黄埔路、中央党部路[註 3]等。这些道路至今仍为南京道路网的主干，且路名基本沿用。同年，为解决首都客货运运力压力，重建下关火车站
- 1931年，建成环岛结构的新街口广场和当时远东最大的体育场——中央体育场。同年，京杭国道建成通车，并与此同时启动了以南京为中心全国公路网建设。
- 1933年，首都水厂建成。同年，下关、浦口之间连接沪宁、津浦铁路的火车轮渡通航。
- 1934年，修缮东、西水关，加建闸门。
- 1935年，方格网形式的道路系统基本成网，其中的绝大多数为柏油路。
- 1936年，中山码头及其附设车站历时6年竣工。
- 1936年至1937年，首都电厂自主设计的两台1万千瓦汽轮机组相继建成发电。

## 評價
- 孫科：“首都之於一國，故不唯發號施令之中樞，實亦文化精華之所薈萃……其前途發展，殆不可限制。然正惟其氣象如此之宏偉，則經始之際，不能不先有一遠大而完善之計劃，以免錯誤，而資率循。”
- 林逸民：“此次計劃不僅關係首都一地，且為國內各市進行設計之倡。影響所及至為遠大。”
- 哈佛大學教授柯偉林：“南京是中國第一個按照國際標準、采用綜合分區規劃的城市……如果南京今天可以稱作‘中國最漂亮、整潔而且精心規劃的城市之一’的話，這得部分歸功於國民政府工程師和公用事業官員的不懈努力。”[來源請求]

### 引用
1. ↑  何键. . 首都建设. 1929年10月, (第一期).
2. ↑  . The Chinese Social and Political Science Review (Vol.XIV). 1930, (3).
3. ↑  国都设计技术专员办事处 (编). . 1929. 要以采用中国固有之形式为最宜，而公署及公共建筑尤当尽量采用
4. ↑  国都设计技术专员办事处 (编). . 1929. 政治区之建筑物，宜尽量采用中国固有之形式，凡古代宫殿之优点，务当一一施用
5. ↑  国都设计技术专员办事处 (编). . 1929. 具有中国之点缀

### 網站
- 赖德霖. . 北京: 清华大学出版社. 2007. ISBN 978-7-302-12025-4.
- . 龙虎网. 2002-12-23. （原始内容存档于2008-04-12）. （页面存档备份，存于）
- . 中共南京市委党史工作办公室：南京党史. 2008-02-01. （原始内容存档于2010-06-30）. （页面存档备份，存于）
- 王俊雄.  (PDF). 2002-08-03.[永久]
- 凤凰卫视视频记录片 皇牌大放送 2013-10-12《首都计划——国民政府南京建都志》 （页面存档备份，存于）